# Pedal alentidor

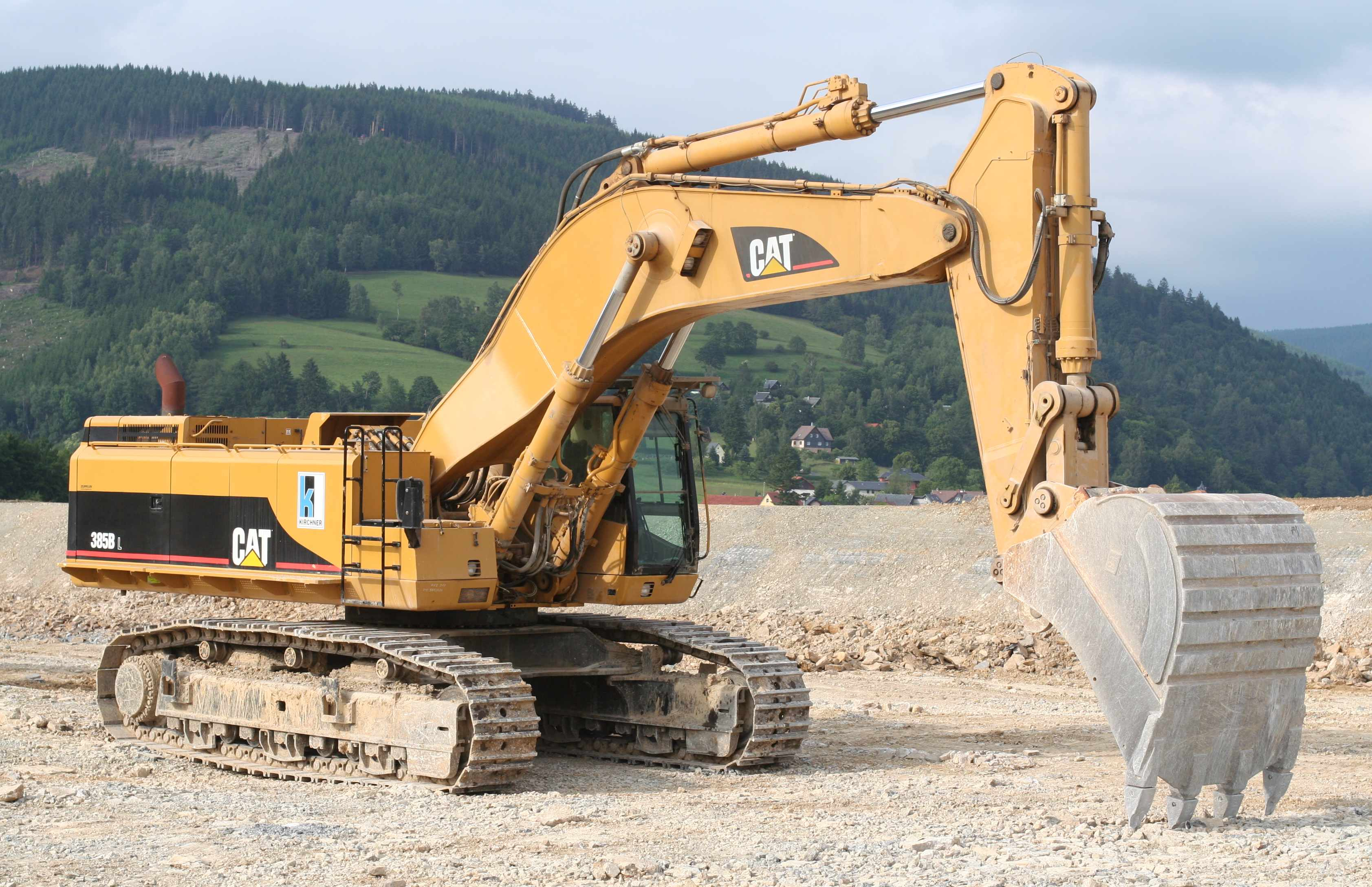
Excavadora amb transmissió hidroestàtica a les erugues i pedal alentidor.

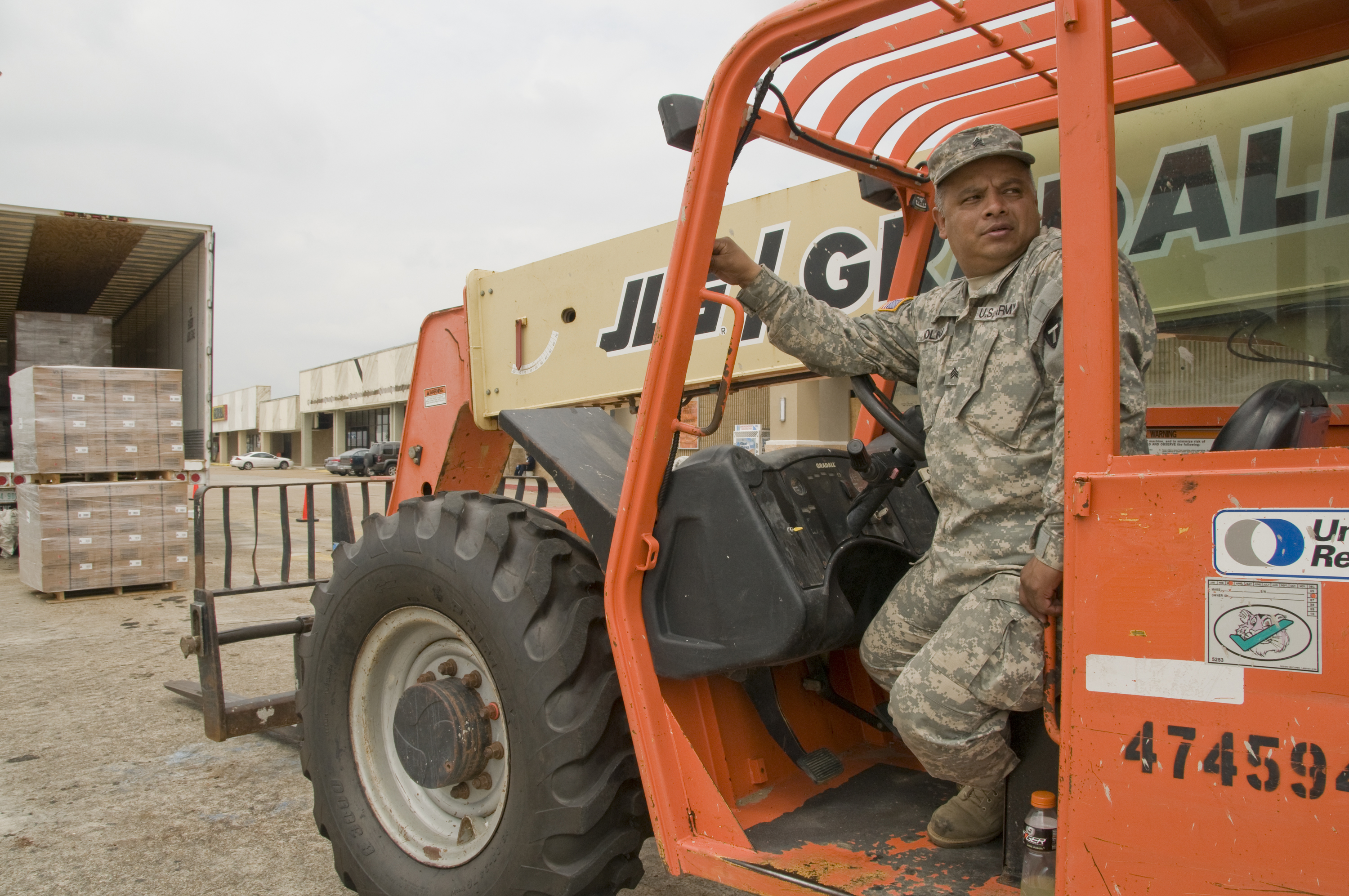
Imatge d'un pedal alentidor.

En màquines accionades hidroestàticament, l’anomenat “inch pedal” o “inching pedal” (en anglès), és un pedal alentidor que permet que l’operador de la màquina tingui un control afinat del desplaçament a realitzar. S’acciona amb el peu esquerre i ralentitza la marxa del vehicle de forma proporcional a la seva posició: quan es pitja a fons el vehicle s’atura i si no es pitja no fa cap efecte. Entre els dos casos anteriors la resposta és proporcional a la posició.
El pedal ralentitzador permet ajustar la posició de la màquina en increments molt petits, permetent que la persona operadora situï el vehicle en la posició desitjada.

## Funcionament
En els vehicles propulsats amb transmissió hidroèstàtica, el pedal alentidor fa minvar la pressió del circuit des de la pressió de treball fins a zero. L'efecte sobre el moviment del vehicle s’assembla al d’un embragatge mecànic i el seu pedal d’accionament.

### Seguretat
Amb el pedal pitjat del tot, el vehicle està desconnectat en situació de “roda lliure” i sense cap fre directe (relacionat amb la transmissió). Són perillosos els desplaçaments en rampes pronunciades sense comptar amb un fre addicional. En algunes aplicacions, un cop acabat el recorregut del pedal ralentitzador, el mateix pedal actua sobre els frens.